# Hulsig

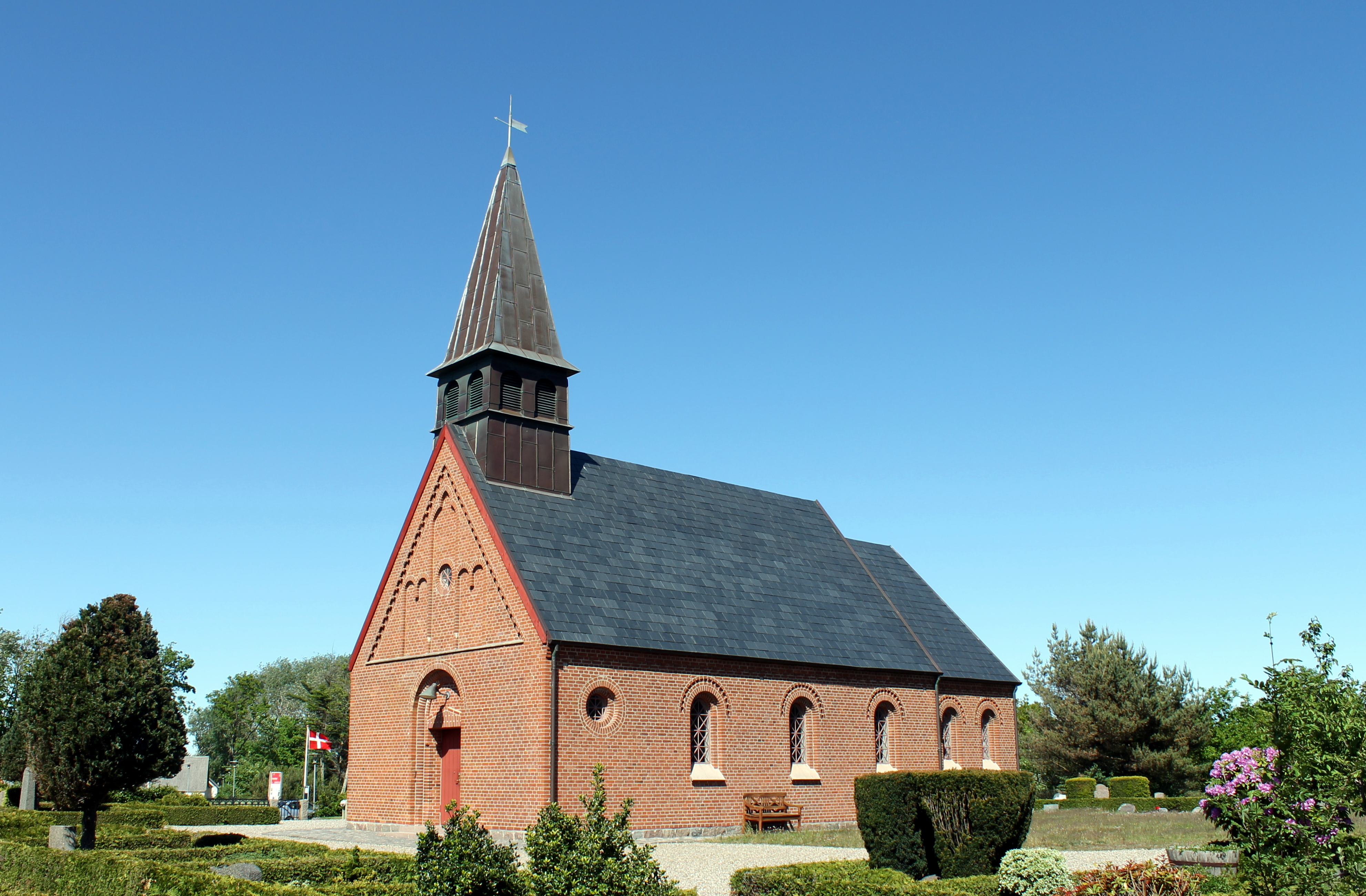
Hulsigs kyrka.

Hulsig är en liten by i Frederikshavns kommun, strax söder om Skagen i Danmark. Byn har nära till både Kattegatt och Nordsjön. I Hulsig finns också en kyrka, byggd 1894, ett aktivitetscenter och ett hotell. Staden hette innan 1683 "Hulsieg".